# Ligdus chelifer
Ligdus chelifer là một loài nhện trong họ Salticidae.
Loài này thuộc chi Ligdus. Ligdus chelifer được Tord Tamerlan Teodor Thorell miêu tả năm 1895.